# Angel densetsu
Angel densetsu (エンジェル 伝説) est un manga humoristique de Norihiro Yagi, qui est paru dans le Monthly Shōnen Jump de 1992 à 2000, et ensuite édité pour un total de 15 volumes et inédit dans le monde entier.
Adapté en 1 OVA animé en 1996 de 45 minutes par Toei Animation.

## Synopsis
Kitano Seiichirou est un lycéen qui vient d'être transféré au Lycée de Hekikuu. Jusque-là, rien de bien palpitant... sauf que Kitano Seiichirou, personne infiniment gentille et douce, possède un visage plus que terrifiant. De plus, il a parfois un peu de mal à bien comprendre ce qui l'entoure (non pas qu'il soit bête, mais il interprète souvent de travers).
Les gens jugeant sur les apparences, il est immédiatement considéré comme la pire des racailles que la Terre ait jamais portée... et se retrouve propulsé malgré lui « protecteur » de son école. Surtout  Kitano  est un ange   tout droit  venu du ciel

## Personnages
- Seiichirō Kitano (北野誠一郎)
- Ryoko Koiso (小磯良子)
- Seikichi Kuroda (黒田清吉)
- Yuji Takehisa (竹久優二)
- Takashi Ogisu (荻須高志)
- Ikuno Shirataki (白滝幾)
- Ikuko Hirayama (平山郁子)